# Лайсанская вьюрковая цветочница
Лайсанская вьюрковая цветочница, или лайсанский вьюрок (лат. Telespiza cantans) — вид вьюрковых птиц, эндемик острова Лайсан.
На момент открытия вид был эндемиком Лайсана, но впоследствии интродуцирован на соседний атолл Перл-энд-Хермес. Интродуцированная на остров Мидуэй популяция погибла из-за завезённых на него крыс. Завезённые на Лайсан кролики также представляли опасность птицам, но были уничтожены в 1923 году. В 1968—1990 гг численность популяции оценивалась от 5 до 20 тыс. особей, из них около 800 на атолле Перл-энд-Хермес.
Лайсанская вьюрковая цветочница — птица длиной до 20 см с желтоватым оперением и серой шеей. Питается семенами, плодами, мелкими насекомыми, также может употреблять в пищу падаль (гавайский тюлень-монах и птицы) и уничтожать яйца других птиц. В кладке в среднем 4 яйца, высиживаемых самкой около 16 дней, в кормлении которой участвует самец.
Охранный статус вида — VU (уязвимое положение).

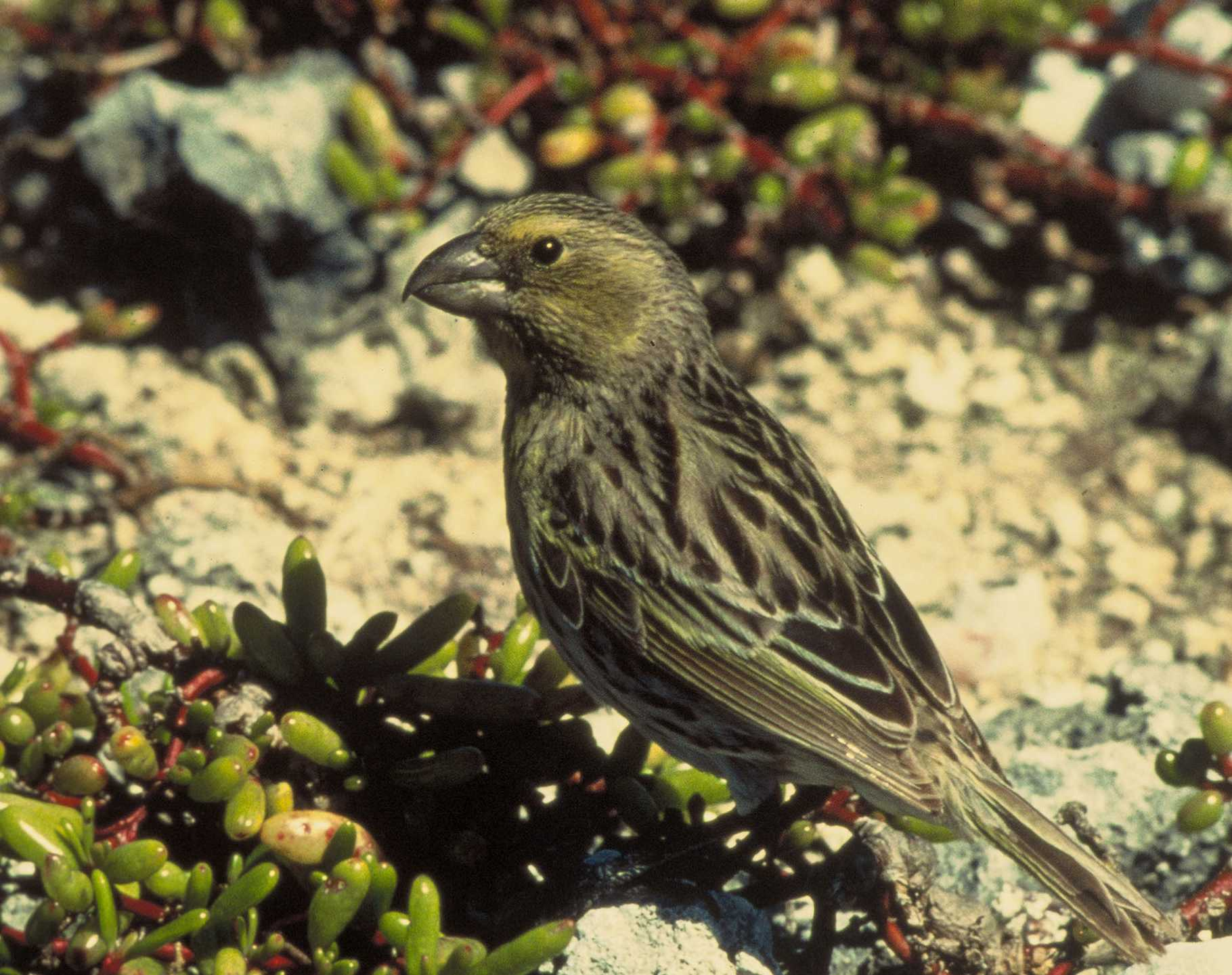